# Battenberg-ház
A Battenberg-ház (németül és angolul: Battenberg, bolgárul: Батенберг) 19. századi eredetű német nemesi család, a Hessen–Darmstadti-ház egyik alága. A család tagjai később vezető pozíciókat szereztek az Egyesült Királyságban, Spanyolországban és Bulgáriában.
A család angliai tagjai 1917-ben, az erős németellenes érzések miatt V. György brit király kérésére felvették a Mountbatten nevet, és brit nemesi rangokat kaptak.

## Eredete
A Battenberg-ház gyökerei Sándor hessen–darmstadti hercegig nyúlnak vissza, aki II. Lajos hesseni nagyherceg és Vilma badeni hercegnő gyermekeként született 1823-ban. A herceg 1851-ben elvette feleségül nővére udvarhölgyét, Julia von Hauke grófnőt, a frigy azonban morganatikusnak, azaz rangon alulinak számított, mivel von Hauke grófnő nem származott királyi vérből. Gyermekeiknek így nem volt joga a hesseni trónra, és ezt orvosolandó III. Lajos hesseni nagyherceg a „Battenberg grófnője” (németül: Gräfin von Battenberg) címet adományozta a grófnőnek és mindenkori leszármazottainak. A Battenberg családnév rendelkezett történelmi háttérrel, ugyanis ezen a néven uralkodott egy középkori grófi család, mely azonban a 14. században kihalt.
1858-ban a Battenberg-ház hercegi rangra (németül: Prinz/Prinzessin) emelkedett, így Sándor herceg és Julia grófnő gyermekei mind uralkodó hercegi rangot viseltek, noha tényleges hatalom nem állt a rang mögött. Maga Battenberg város volt a Hesseni Nagyhercegség területén, ám Battenbergi Hercegség nem létezett; a család csupán a Hessen–Darmstadti-ház morganatikus alága volt trónöröklési jogok nélkül.

## Európai szerepe
Sándor battenbergi herceg, Julia von Hauke harmadik gyermeke 1879-ben Bulgária uralkodó hercege lett. 1886-ban a herceget lemondatták, aki ezután morganatikus házasságra lépett egy színésznővel. Ekkor a házaspárt a „gróf Hartenau” rangra emelték, két gyermekük is ezt a titulust viselte.
Henrik herceg feleségül vette Beatrix brit királyi hercegnőt, Viktória brit királynő legifjabb leányát. Egyetlen leányuk, Viktória Eugénia házasságot kötött a spanyol királlyal, így Spanyolország királynéja lett belőle.
Lajos Sándor herceg is angol földre költözött, angol állampolgárságot kapott, és később a Brit Királyi Haditengerészet főparancsnoka lett. Gyermekei és Nagy-Britanniában élő unokahúga és unokaöccse 1917-ben lemondtak német címeikről, és a Battenberg név angol tükörfordítását, a „Mountbatten” családnevet kezdték használni.
Lajos Sándor herceg fia, Lajos Ferenc battenbergi herceg Burma őrgrófjaként és India utolsó alkirályaként szolgálta a Brit Birodalmat, 1979-es meggyilkolásáig. Unokaöccse, Fülöp görög herceg, Aliz battenbergi hercegnő és András görög királyi herceg fia feleségül vette a brit trón várományosát, Erzsébet hercegnőt, aki II. Erzsébet néven lépett az Egyesült Királyság élére. Fülöp herceg lemondott görög címeiről, és felvette a nagyapja által is használt Mountbatten vezetéknevet. Leszármazottai a Mountbatten-Windsor családnevet használják.

## A ház tagjai
- Júlia battenbergi hercegnő (1825–1895)
  - Mária battenbergi hercegnő (1852–1923), házassága révén Erbach–Schönberg hercegnéje
  - Lajos Sándor battenbergi herceg (1854–1921), 1917-ben lemondott címeiről, és Milford Haven őrgrófja lett
    - Aliz battenbergi hercegnő (1885–1969), András görög királyi herceg felesége
    - Lujza battenbergi hercegnő (1889–1965), lemondott címeiről, és felvette a Lady Louise Mountbatten nevet; házassága révén Svédország királynéja
    - György battenbergi herceg (1892–1938), 1917-ben lemondott címeiről; Medina grófja, később Milford Haven őrgrófja lett
    - Lajos Ferenc battenbergi herceg (1900–1979), felvette a Lord Louis Mountbatten nevet, majd India alkirálya és Burma Mountbatten őrgrófja lett

  - Sándor battenbergi herceg (1857–1893), Bulgária uralkodó hercege, később Hartenau grófja
    - Aszen hartenaui gróf (1890–1965)
    - Cvetana hartenaui grófnő (1893–1935)

  - Henrik battenbergi herceg (1858–1896)
    - Sándor battenbergi herceg (1886–1960), lemondott címeiről, és Carisbrooke őrgrófja lett
    - Viktória Eugénia (Ena) battenbergi hercegnő (1887–1969), házassága révén Spanyolország királynéja
    - Lipót battenbergi herceg (1889–1922), felvette a Lord Leopold Mountbatten nevet
    - Móric battenbergi herceg (1891–1914)

  - Ferenc József battenbergi herceg (1861–1924)

## Fordítás
- Ez a szócikk részben vagy egészben  a   Battenberg family című angol Wikipédia-szócikk ezen változatának fordításán alapul.  Az eredeti cikk szerkesztőit annak laptörténete sorolja fel. Ez a jelzés csupán a megfogalmazás eredetét és a szerzői jogokat jelzi, nem szolgál a cikkben szereplő információk forrásmegjelöléseként.